# Landes (IGP)
Pour les articles homonymes, voir Landes.
Le landes, appelé vin de pays des terroirs landais jusqu'en 2009, est un vin français d'indication géographique protégée (le nouveau nom des vins de pays) de zone, produit à côté de l'appellation Tursan, dans le département des Landes.

## Présentation
- Coteaux-de-chalosse : dans la gamme des vins de pays, les coteaux de Chalosse déclinent une large palette de vins secs et moelleux
- Côtes-de-l'adour : situé à flanc de coteaux, le vignoble des Côtes de l'Adour plonge ses racines dans un sous-sol argilo-calcaire et de sable à gravettes issues des Pyrénées voisines
- Sables-de-l'océan : vignoble accroché aux dunes du littoral ou cultivé dans les plaines sablonneuses à proximité de l'océan
- Sables-fauves: sur les sables fauves d'origine maritime s'épanouissent colombard, ugni blanc, gros manseng et sauvignon

Une partie de l'aire d'appellation du Côtes-de-saint-mont se situe sur la commune d'Aire-sur-l'Adour, dans les Landes.

## Encépagement

### Cépages blancs
Sont plantés: aranel, arriloba, baroque, chardonnay, chasan, chenin, clairette, clairette rose (Rs), claverie, colombard, courbu blanc, crouchen, gros manseng, liliorila, listan, mauzac, mauzac rose (Rs), merlot blanc, meslier Saint-François, muscadelle, ondenc, perdea, petit courbu, petit manseng, raffiat de moncade, sauvignon blanc, sauvignon gris (G), semillon, ugni blanc, villard blanc.

### Cépages noirs
Sont plantés: abouriou,  alicante Henri Bouschet,  arinarnoa,  bouchalès,  cabernet franc,  cabernet sauvignon,  chambourcin,  cinsault, côt,  couderc,  courbu noir,  égiodola,  ékigaïna,  fer,  gamay,  gamay de bouze,  gamay de chaudenay,  gamay fréaux,  Grolleau,  jurançon noir,  mérille,  merlot,  muscat de Hambourg,  négrette,  petit verdot,  plantet,  portan,  semebat,  syrah,  tannat,  valdiguié,  villard noir.